# Venglazenmaker
De venglazenmaker (Aeshna juncea) is een echte libel uit de familie van de glazenmakers (Aeshnidae). Het is een van de grotere libellen van Nederland met een maximale spanwijdte van 10,5 cm en een lengte van 7–8 cm. Het is een typische en vrij algemene glazenmaker op de hoge zandgronden, die patrouilleert boven vennen en hoogveen van juli tot september.
De wetenschappelijke naam van de soort werd in 1758 als Libellula juncea gepubliceerd door Carl Linnaeus.

## Kenmerken

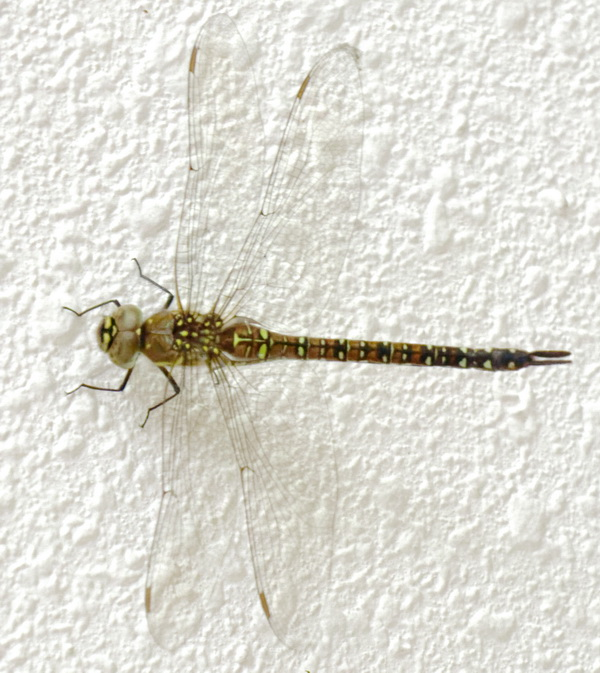
Vrouwtje

De venglazenmaker is een lange, slank gebouwde glazenmaker. Het achterlijf is donker met een mozaïektekening van licht gekleurde vlekken. De zijkant van het borststuk is donkerbruin, met twee gele banden die aan de bovenkant vaak blauwgetint zijn (mannetjes). Tussen deze twee banden bevindt zich meestal slechts een kleine gele vlek. De zwarte lijn tussen voorhoofd en kopschild (vooraanzicht) is bij de oogrand versmald. Aan de achterzijde van de ogen staat een gele vlek. De voorrandader van de vleugels is geel. Het mannetje heeft bruinblauwe ogen en twee vrij grote, ovale, blauwe vlekken aan de achterrand van de achterlijfssegmenten (bovenzijde). Op het midden van de segmenten staan twee kleine gele driehoekjes. De schouderstrepen zijn doorgaans lang en smal, niet hamervormig verbreed. De ogen van het vrouwtje zijn bruin met groen en de schouderstrepen zijn kort. De pterostigma’s zijn meestal geelbruin. De achterlijfstekening is als bij het mannetje, maar met kleinere vlekken die bovendien allemaal geel tot groen (zeldzaam blauw) zijn.
De lichaamslengte van volwassen dieren ligt tussen 65 en 80 millimeter. De larve is vrij groot en slank: 37–45 mm. De larvenhuidjes zijn meestal mat geelbruin, met een ruw oppervlak op het achterhoofd (occiput). Larvenhuidjes worden meestal gevonden op enkele centimeters tot decimeters boven het wateroppervlak, verticaal hangend aan stengels van oevervegetatie, vaak biezen, zeggen of pijpenstrootje, soms ook horizontaal op veenmos.

## Vliegtijd
Het is een laat vliegende soort: van half juni tot eind oktober, met een piek in augustus en september. Venglazenmakers zijn vooral in de middag actief. 

## Gedrag en voortplanting
De levenscyclus is doorgaans tweejarig. De eerste winter wordt doorgebracht als ei, de tweede als larve. De larven leven in de oeverzone tussen waterplanten, dood plantenmateriaal, of gewoon in de modder. Het uitsluipen begint in mei en gaat door tot eind augustus of begin september. De meeste dieren sluipen uit tussen begin juli en half augustus.
Jagende volwassen dieren worden vaak langs bosranden en boven beschutte heidevelden gezien, op meestal meer dan drie meter hoogte. Geslachtsrijpe mannetjes verdedigen een territorium bij het water door op een meter hoogte boven water en oevervegetatie heen en weer te vliegen en regelmatig stil te hangen in de lucht. Ze houden hierbij het achterlijf recht en schuin omhoog, in tegenstelling tot mannetjes van de grote keizerlibel, die hun achterlijf horizontaal en licht gekromd houden. De paring begint boven het water, duurt meer dan een uur en eindigt in de begroeiing, vaak boomkruinen. Eitjes worden door het vrouwtjes met hun ovipositor onder de waterspiegel afgezet in allerlei substraten: veenmossen, stengels van levende en dode planten, enz.

## Habitat
In Nederland komt de venglazenmaker vooral voor bij voedselarme tot matig voedselrijke vennen en veenputten in bos-, heide- en hoogveengebieden en soms bij verlandende plassen. Voorkeur bestaat voor wat grotere vennen die niet of nauwelijks beschaduwd zijn, maar er worden geen strenge eisen gesteld aan de vegetatie. In Noord-Europa en de berggebieden van Midden-Europa is de venglazenmaker bij vrijwel alle typen stilstaand water te vinden – voedselrijk, voedselarm, zuur en zwak basisch. Alleen bij water met een kleiige of lemige ondergrond ontbreekt de soort.

## Verspreidingsgebied
De venglazenmaker komt voor in Europa, Azië en Noord-Amerika. In Europa is de verspreiding vrijwel beperkt tot Midden-Europa, Noordoost-Europa, Groot-Brittannië, Ierland en geheel Scandinavië. In Zuid-Europa komen nog enkele populaties voor in berggebieden (ijstijdrelicten). In Nederland is de soort vrij algemeen op de hoge zandgronden, waar heidevennen en hoogveengebieden voorkomen.

## Verwante en gelijkende soorten

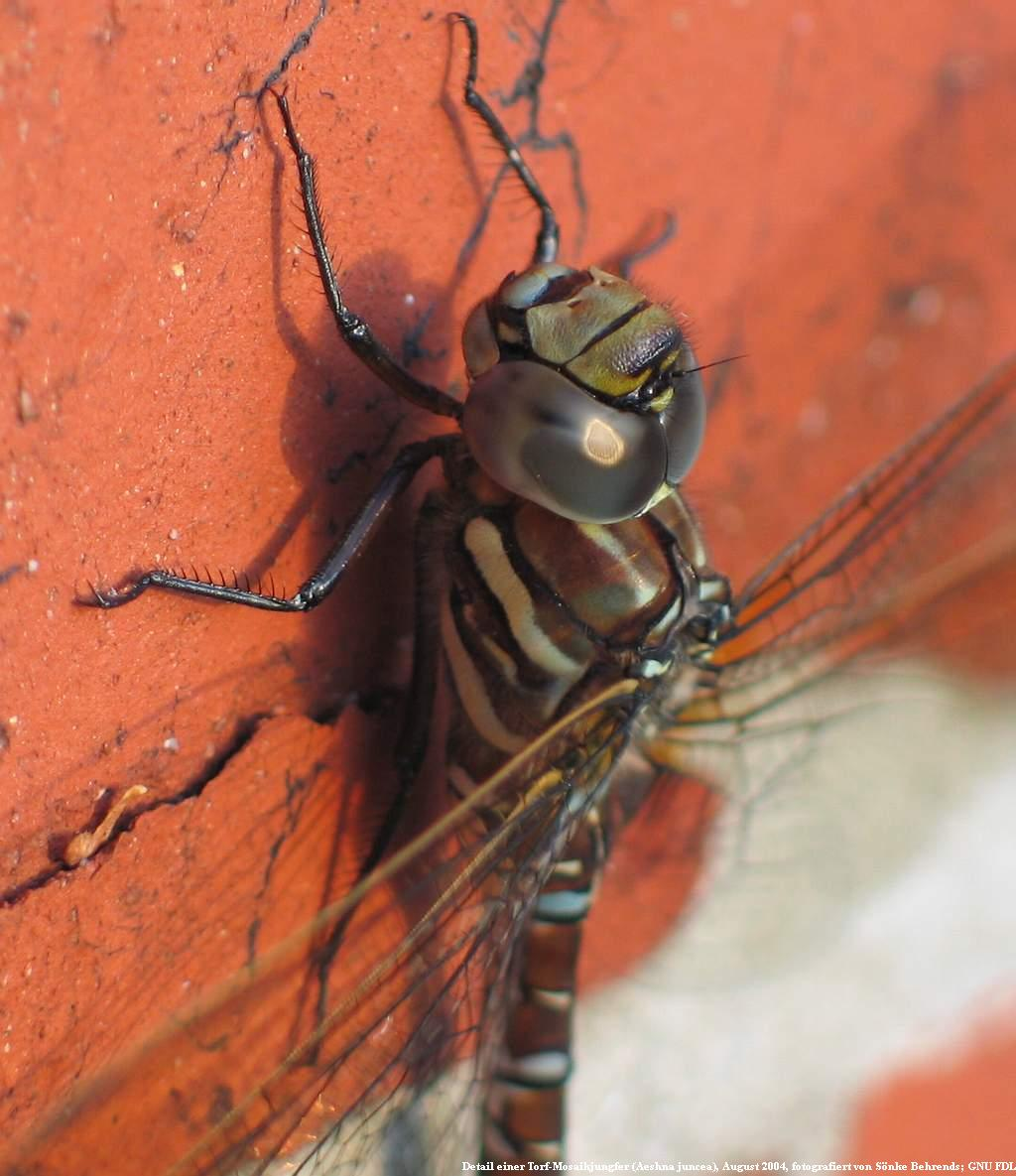
Venglazenmaker detail

De venglazenmaker kan gemakkelijk verwisseld worden met de zeldzame noordse glazenmaker (Aeshna subarctica) en met de paardenbijter (Aeshan mixta). Ook is verwisseling mogelijk met niet uitgekleurde blauwe glazenmakers (Aeshna cyanea).
Noordse glazenmakers maken over het algemeen een fletsere, minder blauwe (mannetjes) of minder gele (vrouwtjes) indruk. Bovendien zijn de vlekkenparen aan de achterrand van de segmenten kleiner (minder hoog), waardoor het achterlijf van noordse glazenmakers behalve fletser ook donkerder oogt. De borststuktekening is bij de noordse glazenmaker doorgaans uitgebreider en eveneens fletser. De kleinvlekkige vorm van de noordse glazenmaker heeft echter een vergelijkbare tekening op achterlijf en borststuk, hoewel de kleuren meestal minder fel zijn. Diagnostische kenmerken zijn dan de zwarte streep tussen voorhoofd en kopschild, die bij de venglazenmaker smaller wordt aan de oogrand en bij de noordse glazenmaker even breed blijft of breder wordt. Daarnaast heeft de venglazenmaker achter elk oog een geel vlekje, dat bij de noordse glazenmaker altijd ontbreekt. De vrouwtjes zijn met zekerheid herkenbaar aan de vorm van de achterlijfsaanhangsels.
De paardenbijter is duidelijk kleiner dan de venglazenmaker en heeft een opvallende gele spijkervormige tekening op achterlijfssegment 2. Bij mannetjes paardenbijter zijn de schouderstrepen bovendien gereduceerd tot korte streepjes.
De larve wordt door de overeenkomst in habitatkeuze, grootte en bouw het meest verward met de larve van de noordse glazenmaker. Deze heeft echter lange cerci, een glad oppervlak op het achterhoofd en is opvallend glanzend. Bij nadere bestudering kan er ook verwarring optreden door het korte prementum en cerci met de bruine glazenmaker en de groene glazenmaker. De bruine glazenmaker heeft in de regel echter een bonte rugtekening en lichte vlekken op het achterhoofd. De groene glazenmaker heeft een vrij grote zijdoorn op segment 6.

## Bedreigingen en bescherming
De soort staat op de Rode Lijst van de IUCN als niet bedreigd, beoordelingsjaar 2013; de trend van de populatie is volgens de IUCN stabiel. Op de Nederlandse Rode Lijst (2004) kwam de soort nog niet voor, maar op de lijst van 2015 geldt de venglazenmaker als kwetsbaar. Op de Belgische Rode Lijst (1998) geldt hij als zeldzaam.